# Jorge Alessandri Rodríguez
Jorge Eduardo Alessandri Rodríguez (Santiago del Cile, 19 maggio 1896 – Santiago del Cile, 31 agosto 1986) è stato un imprenditore e politico cileno, presidente del Cile dal 1958 al 1964.

## Biografia
Era figlio del presidente cileno Arturo Alessandri Palma, liberale.
Laureato in Ingegneria nel 1919 presso l'Università del Cile, vi tenne alcune docenze, ma dovette accompagnare il padre nei suoi esili. Deputato dal 1926, sebbene indipendente da qualsiasi partito, divenne una figura di spicco del centro-destra. Nel 1932 si ritirò dalla vita politica per dedicarsi all'imprenditoria: presiedette la Cassa di Credito Ipotecario (1932), la Compañía Manufacturera de Papeles y Cartones e poi la Confederación de la Producción y el Comercio.
Fu Ministro delle Finanze dopo la svolta anticomunista del presidente Gabriel González Videla (1947), riordinò l'amministrazione e seguì un rigoroso programma di austerità, migliorando le finanze pubbliche ma causando un malcontento che scatenò numerose proteste che lo costrinsero infine alle dimissioni (3 febbraio 1950). Fu eletto senatore di Santiago per i liberali nel 1957.

### La presidenza
Vinse le elezioni presidenziali del 1958 sconfiggendo il candidato socialista Salvador Allende e quello democristiano Frei, grazie all'appoggio di liberali e conservatori.
Convinto che il sottosviluppo del Cile potesse essere superato con una buona amministrazione, come quella dell'imprenditorialità privata, costituì un governo di tecnici, che si appoggiò sui partiti moderati e di destra. Ottenuta dal Congresso Nazionale la delega in materia economica e amministrativa, provvide al riordino delle finanze statali, stabilizzò i prezzi e i salari e istituì un nuovo regime monetario introducendo nel 1960 una nuova moneta, l'escudo (pari a 1000 vecchi pesos). Organizzò alcuni nuovi dipartimenti nelle province di Aysén e Chiloé. Il 20 maggio 1960 un violento sisma colpì le province meridionali, danneggiando in particolare la città di Valdivia. Gli Stati Uniti d'America promisero di inviare aiuti, in cambio dell'adesione del Cile al programma Alleanza per il Progresso, che prevedeva alcune riforme economiche strutturali. Le elezioni politiche del 1961 portarono all'affermazione dell'opposizione di sinistra: nonostante l'appoggio dei radicali, Alessandri dovette cambiare la sua politica e procedere alla sostituzione dei suoi ministri. Una delle riforme richieste dall'Alleanza per il Progresso era la riforma agraria, cui Alessandri procedette limitandosi alla distribuzione ai piccoli contadini delle terre demaniali, senza toccare le grandi proprietà. Nel 1961 l'entrata in funzione di opere idrauliche nel bacino del fiume Lauca, che convogliavano le acque verso la valle di Azapa, causarono una decisa protesta diplomatica da parte della Bolivia. Verso la fine del suo mandato, Alessandri propose una riforma costituzionale che avrebbe aumentato i poteri del presidente a scapito del Congresso Nazionale (del quale modificava la composizione, introducendo i senatori di nomina presidenziale e gli ex presidenti come senatori a vita), ma che fu respinta decisamente dall'opposizione radicale e socialista, che temeva l'introduzione della rieleggibilità immediata del presidente.

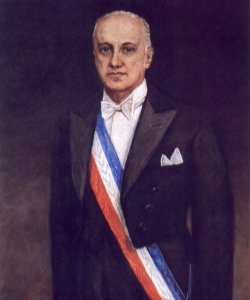
Un ritratto del presidente Alessandri

### La sconfitta contro Allende
Concluso il suo mandato nel 1964, Alessandri tornò a presiedere la Compañía Manufacturera de Papeles y Cartones, che guidò fino alla morte. Nel 1970, con il Partito Nazionale, partecipò di nuovo alle elezioni presidenziali, a turno unico, scontrandosi con il cristiano democratico Radomiro Tomic e il socialista Salvador Allende. Con poco più di 15.000 voti di scarto, Alessandri arrivò secondo dietro Allende.

### La collaborazione con Pinochet
Dopo il golpe militare dell'11 settembre 1973, Alessandri sostenne il regime del generale Augusto Pinochet. Nel 1976 Pinochet nominò Alessandri presidente del Consiglio di Stato, organismo incaricato di redigere una nuova Costituzione che istituzionalizzasse il regime militare. Elaborato il testo, che conteneva molti dei punti proposti nel 1964, Alessandri si ritirò dalla vita politica in seguito all'approvazione plebiscitaria della nuova Costituzione (settembre 1980). Morì nel 1986.
Il nipote Arturo Alessandri Besa fu nelle elezioni generali del 1993 candidato conservatore alla presidenza, sconfitto dal democristiano Frei.